# Ull de bou (nàutica)
Els ulls de bou, en nàutica, són orificis circulars practicats a les mampares exteriors dels vaixells per proveir de ventilació i il·luminació els allotjaments interiors. Es realitzen de forma circular per disminuir tensions i contribuir a la resistència, ja que estant pròxims a la coberta principal són propensos a rebre cops de mar de molta violència.
En general consten de dos tancaments, un de vidre reforçat i un altre mitjançant una tapa metàl·lica que proveeix estanquitat en cas de trencament del vidre.
|  |  |  |